# Vincenzo Macchi
Vincenzo Macchi (Capodimonte, 30 de agosto de 1770 — Roma, 30 de setembro de 1860) foi um cardeal e diplomata italiano, decano do Colégio dos Cardeais.

## Biografia
De uma família humilde, era filho de Giovan Nicola Macchi e Maria Anna Gilda Vagni. Estudou na Universidade La Sapienza (doutorado utroque iure, tanto em direito canônico como civil) formando-se em 16 de dezembro de 1801.
Ordenado padre em 20 de setembro de 1794. Auditor e abbreviatoris na nunciatura em Portugal, antes de 22 de outubro de 1803, mais tarde, internuncio e delegado apostólico, quando núncio Lorenzo Caleppi foi para o Brasil em 19 de abril de 1808, com a família real de Bragança, após os franceses invadiram o país. Mons. Pacca retornou a Roma nos primeiros dias de abril de 1818. Prelado doméstico de Sua Santidade antes de 15 de abril de 1818.
Eleito arcebispo-titular de Nísibis em 2 de outubro de 1818, foi consagrado em 4 de outubro de 1818, em Roma, pelo Cardeal Lorenzo Litta. Nomeado núncio na Suíça em 6 de outubro de 1818, deixou Lucerna em 22 de outubro de 1819. Depois, foi nomeado núncio na França em 22 de novembro de 1819, partiu para Paris em 4 de dezembro seguinte e apresentou suas credenciais ao rei Luís XVIII da França em 6 de janeiro de 1820, permanecendo em Paris até o início de 1827.
Criado cardeal-presbítero no consistório de 2 de outubro de 1826, recebeu o barrete cardinalício em 23 de maio de 1826 e o título de São João e São Paulo em 25 de junho. É nomeado prefeito da Sagrada Congregação do Conselho Tridentino em 11 de dezembro de 1834. Legado apostólico na província de Bolonha, em 5 de julho de 1836. Passa para a ordem de cardeais-bispos e assume a sé suburbicária de Palestrina em 14 de dezembro de 1840. Pró-prefeito do Supremo Tribunal da Assinatura Apostólica em 15 de setembro de 1841. Passa para a sé suburbicária de Porto e Santa Rufina em 22 de janeiro de 1844. Vice-Decano do Sacro Colégio dos Cardeais. Secretário da Sagrada Congregação da Inquisição Romana e Universal desde 25 de abril de 1844. Torna-se Decano do Sacro Colégio dos Cardeais e passa para a sé suburbicária de Óstia-Velletri em 11 de junho de 1847.
Faleceu em 30 de setembro de 1860, em Roma. Velado na basílica de Ss. XII Apostoli, onde o funeral ocorreu com a participação do Papa Pio IX, e enterrado, de acordo com sua vontade, na igreja de Ss. Giovanni e Paolo, em Roma.

## Conclaves
- Conclave de 1829 - participou da eleição do Papa Pio VIII[1][2]
- Conclave de 1830–1831 - participou da eleição do Papa Gregório XVI[1][2]
- Conclave de 1846 - participou como vice-decano da eleição do Papa Pio IX[1][2]